# Teresa de Brunsvique-Volfembutel
Teresa Natália de Brunsvique-Volfembutel (em alemão:  Therese Natalie; Volfembutel, 4 de junho de 1728 — Gandersheim, 26 de junho de 1778) foi uma princesa de Brunsvique-Volfembutel-Bevern por nascimento, além de princesa-abadessa de Gandersheim.

## Família
Teresa foi a quarta filha e décima criança nascida de Fernando Alberto II, Duque de Brunsvique-Volfembutel e de Antonieta Amália de Brunsvique-Volfembutel. Os seus avós paternos eram Fernando Alberto I, Duque de Brunsvique-Luneburgo e Cristina de Hesse-Eschwege. Os seus avós maternos eram Luís Rudolfo, Duque de Brunsvique-Luneburgo e Cristina Luísa de Oettingen-Oettingen.
Ela teve doze irmãos, entre eles: Carlos I, Duque de Brunsvique-Volfembutel, marido de Filipina Carlota da Prússia; Antônio Ulrico, marido de Ana Leopoldovna; Isabel Cristina, rainha da Prússia como consorte de Frederico II; Fernando, marechal de campo que participou da Guerra dos Sete Anos; Luísa, esposa do príncipe Augusto Guilherme da Prússia; Sofia Antonieta, esposa de Ernesto Frederico de Saxe-Coburgo-Saalfeld; Juliana Maria, rainha da Dinamarca e Noruega como consorte de Frederico V da Dinamarca, etc.

## Biografia
Tentativas de promover um casamento entre Teresa Natália e um arquiduque da Áustria ou um príncipe da França, falharam, pois ela não estava disposta a converter-se ao catolicismo. 

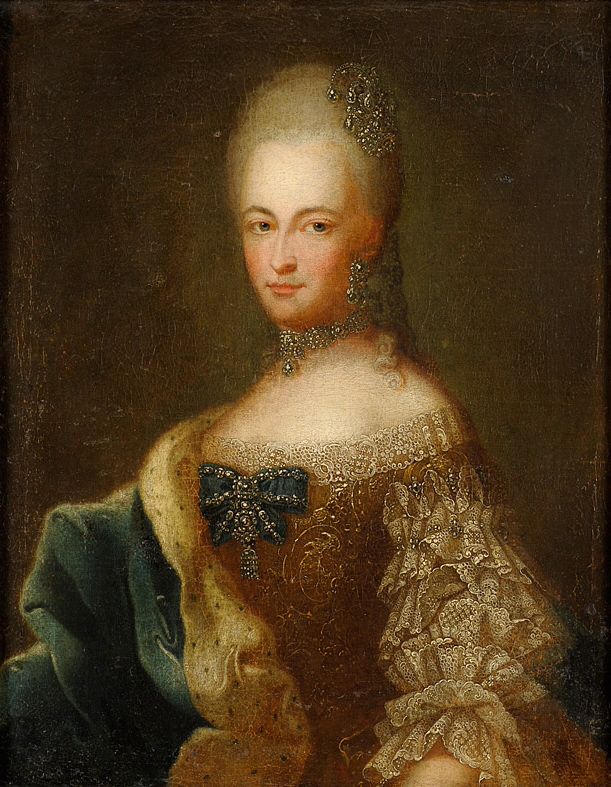
Teresa pintada por Johann Georg Ziesenis.

Assim, a princesa tornou-se uma colegiada na Abadia de Herford, no ano de 1747. Na mesma época, foi decidido que ela sucederia Isabel Ernestina de Saxe-Meiningen como abadessa na Abadia de Gandersheim.
Em novembro de 1750, ela foi nomeada cônega de Gandersheim. Após a morte de Isabel, em 24 de dezembro de 1766, Teresa a sucedeu, e foi empossada em 3 de dezembro de 1767, aos 39 anos de idade. 
Ela frequentemente visitava a corte de seu irmão mais velho, o duque Carlos I, em Brunsvique.
A abadessa Teresa faleceu no dia 26 de junho de 1778, aos 50 anos de idade, e foi enterrada na cripta ducal embaixo da Catedral de Brunsvique. Sua sobrinha, Augusta Doroteia de Brunsvique-Volfembutel, filha de Carlos I, foi a próxima e última abadessa.